# Liste des présidents de l'Assemblée nationale (Burundi)
La liste des Présidents de l'Assemblée nationale du Burundi présente la liste des Présidents de l'Assemblée nationale du Burundi depuis l'indépendance du pays en 1961.

## Assemblée constituante
| Nom                  | Début             | Fin  |
| -------------------- | ----------------- | ---- |
| Thaddée Siryuyumunsi | 18 septembre 1961 | 1962 |

## Liste
| Nom                                  | Début             | Fin              |
| ------------------------------------ | ----------------- | ---------------- |
| Thaddée Siryuyumunsi                 | 1er juillet 1962  | 1965             |
| Emile Bucumi                         | 1965              | 1965             |
| Pas de pouvoir législatif au Burundi | 1965              | 1982             |
| Emile Mworoha                        | 1982              | 22 octobre 1987  |
| Pas de pouvoir législatif au Burundi | 1987              | 1993             |
| Pontien Karibwabi                    | juillet 1993      | 21 octobre 1993  |
| Sylvestre Ntibantunganya             | 23 décembre 1993  | 1er octobre 1994 |
| Jean Minani                          | 1er décembre 1994 | janvier 1995     |
| Léonce Ngendakumana                  | 12 janvier 1995   | 25 juillet 1996  |
| Pas de pouvoir législatif au Burundi | 1996              | 1998             |
| Léonce Ngendakumana                  | 18 juillet 1998   | 2002             |
| Jean Minani                          | 10 janvier 2002   | août 2005        |
| Immaculée Nahayo                     | 16 août 2005      | 2007             |
| Pie Ntavyohanyuma                    | 2007              | 2015             |
| Pascal Nyabenda                      | 30 juillet 2015   | 7 août 2020      |
| Gélase Daniel Ndabirabe              | 7 août 2020       | -                |